# Mehmana

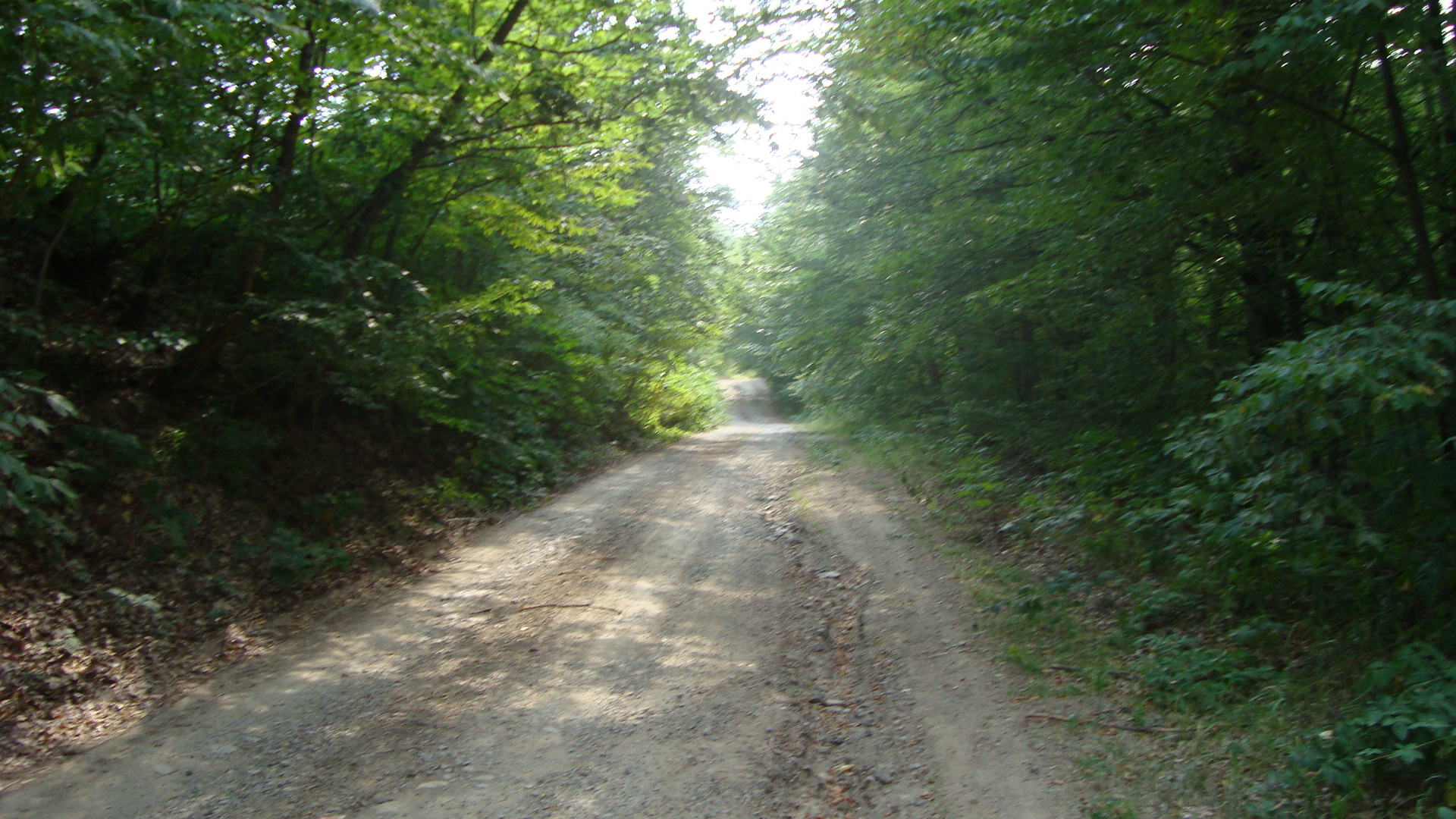

Mehmana (en arménien Մեհմանա, en grec Μεχμανά, en azéri Mehmana) est une communauté rurale de la région de Martakert, au Haut-Karabagh. Elle compte 27 habitants en 2005. Les Grecs pontiques constituent la population principale du village.